# Vít Krejčí
Vít Krejčí (Strakonice, 19 giugno 2000) è un cestista ceco di formazione spagnola.

## Carriera

### Gli inizi
Krejčí è nato a Strakonice, Repubblica Ceca e ha giocato a basket per l'Accademia giovanile di Sokol Pisek.  All'età di 14 anni, è entrato a far parte del club di pallacanestro spagnolo Saragozza. Nella stagione 2016-17, ha iniziato a giocare per Anagan Olivar, la squadra di riserva del Saragozza, nella Liga EBA.

### Basket Saragozza 2002 (2017-)
Il 5 marzo 2017, a 16 anni e otto mesi, ha debuttato professionalmente con il Saragozza contro il Fuenlabrada. Ha legato con Sergi García come il secondo più giovane debuttante nella storia del club, dietro a Carlos Alocén. Il 17 aprile 2020, Krejčí ha dichiarato la sua eleggibilità per il Draft NBA 2020. Nella stagione 2019-20, Krejčí ha segnato una media di 3,2 punti in 9,2 minuti a partita ed è stato nominato nella squadra di giovani giocatori dell'ACB. Il 25 settembre 2020, ha subito un infortunio al ginocchio sinistro a fine stagione in una partita contro il Real Madrid.

### Diritti del draft NBA
È stato selezionato con la 37ª scelta assoluta dai Washington Wizards nel Draft NBA 2020. Il 19 novembre 2020, i diritti di progetto di Krejčí sono stati ceduti agli Oklahoma City Thunder.

### Nazionale
Krejčí ha rappresentato più volte la Repubblica Ceca a livello giovanile. È stato nominato nell'All-Star Five della Divisione B del Campionato Europeo FIBA U20 2019 a Matosinhos, in Portogallo, dopo aver segnato una media di 14,9 punti, 5,1 rimbalzi e 5,1 assist, portando la sua squadra alla medaglia d'argento. Nel febbraio 2019, Krejčí ha fatto il suo debutto per la nazionale maggiore durante la fase di qualificazione della Coppa del Mondo di Basket FIBA 2019.

## Statistiche

### NBA

#### Regular season
| Anno      | Squadra          | PG  | PT | MP   | TC%  | 3P%  | TL%  | RP  | AP  | PRP | SP  | PP  |
| --------- | ---------------- | --- | -- | ---- | ---- | ---- | ---- | --- | --- | --- | --- | --- |
| 2021-2022 | Oklahoma Thunder | 30  | 8  | 23,0 | 40,7 | 32,7 | 86,4 | 3,4 | 1,9 | 0,6 | 0,3 | 6,2 |
| 2022-2023 | Atlanta Hawks    | 29  | 0  | 5,7  | 40,5 | 23,8 | 50,0 | 0,9 | 0,6 | 0,2 | 0,0 | 1,2 |
| 2023-2024 | Atlanta Hawks    | 22  | 14 | 24,6 | 49,0 | 41,2 | 83,3 | 2,4 | 2,3 | 0,6 | 0,3 | 6,1 |
| 2024-2025 | Atlanta Hawks    | 57  | 16 | 20,2 | 49,7 | 43,7 | 71,1 | 2,7 | 2,6 | 0,6 | 0,5 | 7,2 |
| Carriera  | Carriera         | 138 | 38 | 18,5 | 46,5 | 39,4 | 76,0 | 2,4 | 2,0 | 0,5 | 0,3 | 5,6 |

#### Massimi in carriera
- Massimo di punti: 16 vs Los Angeles Clippers (10 aprile 2022)[1]
- Massimo di rimbalzi: 11 vs Orlando Magic (23 marzo 2022)
- Massimo di assist: 8 vs Phoenix Suns (3 aprile 2022)
- Massimo di palle rubate: 3 vs Portland Trail Blazers (5 aprile 2022)
- Massimo di stoppate: 2 vs Boston Celtics (21 marzo 2022)
- Massimo di minuti giocati: 43 vs Los Angeles Lakers (8 aprile 2022)

### G League
| Anno      | Squadra       | PG | PT | MP   | TC%  | 3P%  | TL%  | RP   | AP  | PRP | SP  | PP  |
| --------- | ------------- | -- | -- | ---- | ---- | ---- | ---- | ---- | --- | --- | --- | --- |
| 2021-2022 | Oklahoma Blue | 14 | 7  | 20,9 | 48,4 | 44,7 | 55,6 | 4,9  | 2,6 | 1,1 | 0,2 | 6,4 |
| 2022-2023 | C.P. Skyhawks | 3  | 3  | 33,9 | 40,0 | 33,3 | 50,0 | 10,0 | 3,0 | 0,0 | 0,7 | 9,0 |
| 2023-2024 | Iowa Wolves   | 1  | 0  | 19,8 | 66,7 | 100  | -    | 2,0  | 6,0 | 1,0 | 2,0 | 5,0 |
| 2023-2024 | C.P. Skyhawks | 13 | 12 | 30,1 | 39,0 | 26,9 | 78,6 | 5,3  | 4,9 | 1,2 | 0,7 | 8,9 |
| Carriera  | Carriera      | 31 | 22 | 26,0 | 42,7 | 35,1 | 63,6 | 5,5  | 3,7 | 1,0 | 0,5 | 7,7 |